# La Miñosa
La Miñosa ist ein Ort und eine Gemeinde (municipio) mit 32 Einwohnern (Stand: 2024) im Norden der Provinz Guadalajara in der Autonomen Gemeinschaft Kastilien-La Mancha. Neben dem gleichnamigen Hauptort La Miñosa gehören die Weiler Cañamares, Naharros und Tordelloso zur Gemeinde. 

## Lage und Klima
La Miñosa liegt in einer Höhe von ca. 1025 m in der Kulturlandschaft der Serranía. Die Entfernung zur südsüdwestlich gelegenen Provinzhauptstadt Guadalajara beträgt ca. 50 Kilometer (Fahrtstrecke). Das Klima ist gemäßigt bis warm; Regen (553 mm/Jahr) fällt übers Jahr verteilt.

## Bevölkerungsentwicklung
| Jahr      | 1970 | 1981 | 1991 | 2001 | 2011 | 2021 |
| Einwohner | 171  | 95   | 53   | 60   | 40   | 34   |

## Sehenswürdigkeiten
- Petri-Ketten-Kirche in La Miñosa

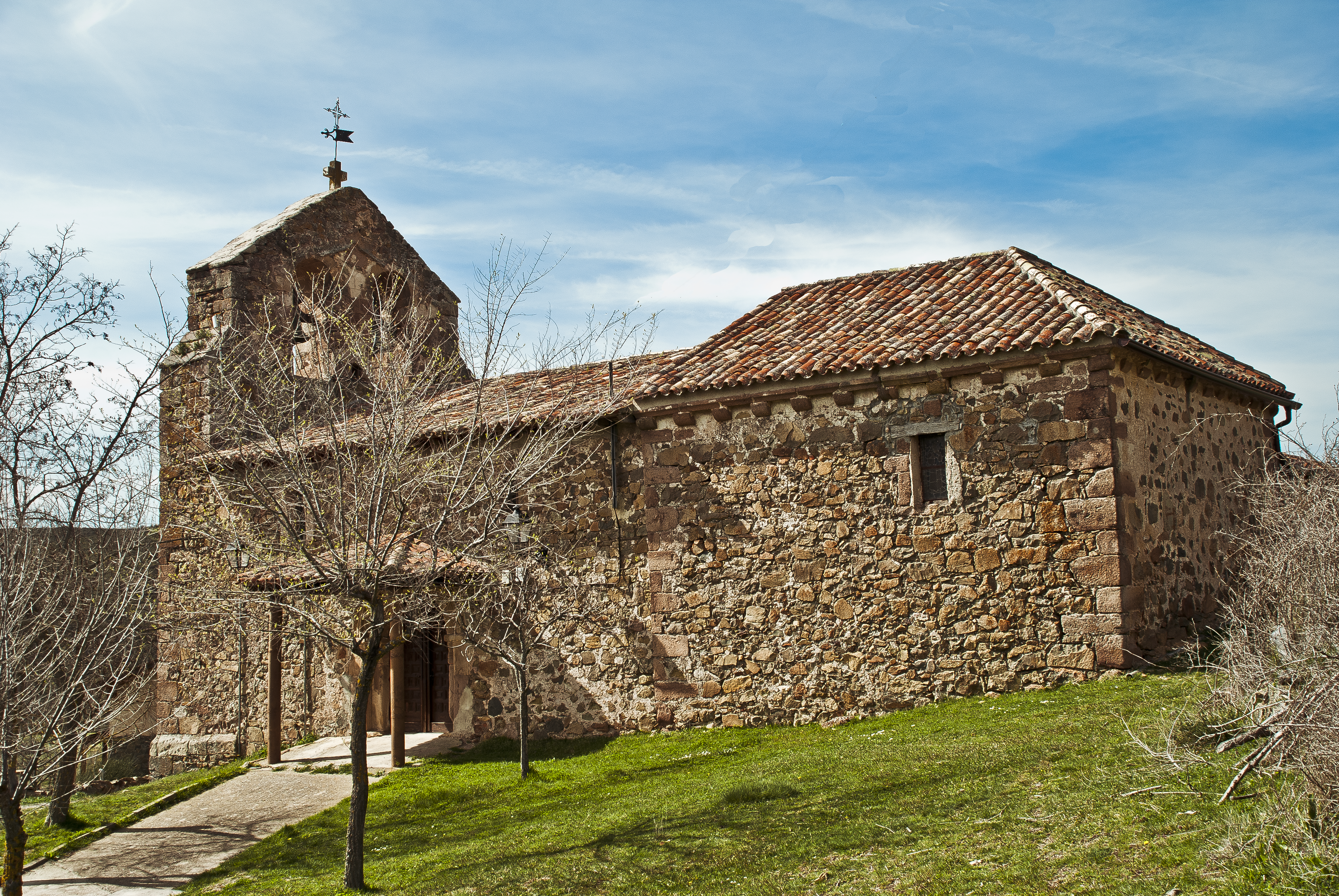
Petri-Ketten-Kirche